# August Eskelinen
August Eskelinen   (Iisalmi, 16 de juliol de 1898 - Iisalmi, 10 de juny de 1987) fou un esquiador finlandès que va competir durant la dècada del 1920.
El 1924 va prendre part en els Jocs Olímpics de Chamonix. Va guanyar la medalla de plata en la prova de patrulla militar per equips, formant equip amb Heikki Hirvonen, Ville Mattila i Väinö Bremer.